# Double Star
Double Star è stata una missione basata su satelliti sviluppata dall'Agenzia Spaziale Europea e dall'Agenzia Spaziale Cinese. È stata la prima missione lanciata dalla Cina per investigare la magnetosfera terrestre.

## Panoramica
La missione Double Star utilizzava due satelliti in orbita terrestre progettati, sviluppati, lanciati e gestiti dall'Agenzia spaziale cinese (CNSA).
Il primo dei due satelliti (Tan Ce 1, parola cinese che significa Esploratore 1, conosciuto anche come TC-1) è stato lanciato il 29 dicembre 2003 alle 19:06 UT. La seconda sonda (TC-2) è stata lanciata il 25 luglio 2004 alle 07:05 UT. La missione era in grado di operare in collaborazione con la missione ESA Cluster 2. Il TC-1 nell'ottobre del 2007 ha terminato la sua missione ed è stato decommissionato. L'orbita del satellite è stata modificata al fine di farlo disintegrare durante il rientro nell'atmosfera terrestre.